# Joris Daudet
Pour les articles homonymes, voir Daudet.
Joris Daudet (né le 12 février 1991 à Saintes) est un coureur cycliste français, spécialiste du BMX. Il grandit ensuite dans la petite commune de Bussac-sur-Charente. Il est l'un des pilotes de BMX les plus titrés au monde depuis le début des années 2010 et compte plusieurs titres de champion du monde et de champion de France à son palmarès. Il devient champion olympique de BMX Racing lors des Jeux olympiques d'été de 2024.

## Biographie
Chez les juniors dans la catégorie des cruisers (roues de 24 pouces), il remporte deux titres de champion du monde de BMX en 2008 à Taiyuan en Chine et en 2009 à Adélaïde en Australie.
Après 8 années passées auprès de son mentor et entraîneur Jean-Christophe Tricard (4 fois champion du monde de BMX) dans le club de l'UV angérienne, Joris Daudet est depuis 2009 un coureur du Stade bordelais.
Il remporte le titre sur les roues de 20 pouces chez les élites en 2011, après avoir terminé troisième en 2010. Dans la foulée, il devient le premier français à remporter le classement général de la Coupe du monde de BMX.
Il est sélectionné pour représenter la France aux Jeux olympiques d'été de 2012. Il participe à l'épreuve de BMX. Lors de la manche de répartition, il réalise le 2e temps. En quarts de finale, il termine deuxième de sa série et se qualifie pour les demi-finales. Lors de celles-ci disputées sur trois courses, il termine successivement 6e, 3e et 7e des manches et se classe sixième au général de sa série. Il est éliminé et ne dispute pas la finale réservée aux quatre premiers de chaque série.
Il vit aux États-Unis depuis 2013, d'abord en Californie puis en Floride. Il participe à la prestigieuse USA National BMX Series, dans laquelle il a remporté six fois le classement général entre 2015 et 2023. Il s'agit d'un record de cette série de courses.
En 2016, il devient pour la deuxième fois champion du monde de BMX, à trois mois des Jeux olympiques de Rio. Qualifié pour les Jeux olympiques de 2016 à Rio de Janeiro. Il remporte le tour chronométré en qualifications. En quarts de finale, il remporte la première des trois manches mais chute violemment dans la seconde manche en raison d'un déséquilibre causé par le vent sur une bosse et se blesse. Bien qu'il s'aligne lors de la troisième manche, il ne peut défendre ses chances et ne se qualifie pas pour les demi-finales.
En 2017, il est médaillé de bronze aux mondiaux. L'année suivante, il est vice-champion du monde, battu à la photo finish par son compatriote Sylvain André. Il lui arrive la même mésaventure face à André aux championnats de France 2019. Quelques jours plus tard, il se qualifie en finale du championnat du monde, mais il chute lourdement alors qu'il se bat pour la deuxième place avec le Suisse David Graf. Il se fracture le poignet, une clavicule et plusieurs côtes et doit être opéré en urgence à cause d'une hémorragie interne, ce qui l'oblige à mettre un terme à sa saison.
Il termine deuxième de la Coupe du monde 2023 derrière son compatriote Romain Mahieu.
Aux championnats du monde de BMX 2024 à Rock Hill (USA), après une demi-finale compliquée durant laquelle il s'accroche avec Romain Mahieu, champion du monde sortant, dans le premier virage, il parvient à se qualifier en finale. Partant de la ligne la plus à l'intérieur, il mène la finale de bout en bout. Il devient alors triple champion du monde de BMX à l'âge de 33 ans. Il devance à cette occasion le champion olympique Niek Kimmann et Sylvain André.
Il remporte la médaille d'or le 2 août 2024 lors des Jeux olympiques de Paris devant ses deux compatriotes, Sylvain André (médaille d'argent) et Romain Mahieu (médaille de bronze). Les Français signent à cette occasion un triplé historique.

## Palmarès en BMX

### Jeux olympiques
- Londres 2012
  - Éliminé en demi-finales du BMX
- Rio 2016
  - Éliminé en quarts de finale du BMX
- Tokyo 2021
  - 7e de la finale du BMX
- Paris 2024
  -  Champion olympique du BMX racing

### Championnats du monde
- 2008
  -  Champion du monde cruiser de BMX juniors
  - 13e du BMX juniors
- 2009
  -  Champion du monde de BMX cruiser juniors[10]
  - 7e du BMX juniors
- 2010
  -  Médaillé de bronze du BMX
- 2011
  -  Champion du monde de BMX
- 2012
  -  Médaillé d'argent du BMX
- 2013
  -  Médaillé d'argent du contre-la-montre BMX
- 2014
  -  Médaillé de bronze du contre-la-montre BMX
- 2015
  -  Champion du monde du contre-la-montre BMX
- 2016
  -  Champion du monde de BMX
- 2017
  -  Médaillé de bronze du BMX
- 2018
  -  Médaillé d'argent du BMX
- 2022
  -  Médaillé de bronze du BMX
- 2023
  -  Médaillé de bronze du BMX
- 2024
  -  Champion du monde de BMX
- 2025
  - 4e du BMX

### Coupe du monde
- 2009 : 17e du classement général
- 2010 : 14e du classement général
- 2011 : 1er du classement général
- 2012 : 2e du classement général
- 2013 : 7e du classement général
- 2014 : 6e du classement général
- 2015 : 12e du classement général
- 2016 : 14e du classement général
- 2017 : 17e du classement général, vainqueur d'une manche
- 2018 : 2e du classement général, vainqueur de deux manches
- 2019 : 7e du classement général, vainqueur d'une manche
- 2021 : 3e du classement général, vainqueur de deux manches
- 2022 : 7e du classement général, vainqueur de deux manches
- 2023 : 2e du classement général, vainqueur de trois manches
- 2024 : 7e du classement général, vainqueur d'une manche

### Championnats d'Europe
- 2008
  -  Champion d'Europe de BMX cruiser juniors
- 2009
  -  Champion d'Europe de BMX cruiser juniors
- 2011
  -  Champion d'Europe de BMX
- 2017
  -  Champion d'Europe de BMX

### Jeux européens
- Bakou 2015
  -  Médaillé d'or du BMX

### Compétitions nationales
- 2006
  -  Champion de France de BMX cadets
- 2007
  -  Champion de France de BMX cadets
- 2008
  -  Champion de France de BMX juniors
  -  Champion de France Cruiser juniors
  - Vainqueur de la Coupe de France de BMX
- 2010
  -  Champion de France cruiser
  - Vainqueur de la Coupe de France de BMX[11]
- 2011
  -  Champion de France de BMX
- 2012
  -  Champion de France de BMX
- 2014
  -  Champion de France de BMX
- 2015
  -  Champion de France de BMX
  -  Champion de France du contre-la-montre BMX
- 2017
  -  Champion de France de BMX
  -  Champion de France du contre-la-montre BMX
- 2019
  - 2e du BMX
- 2020
  - 3e du BMX

## Distinctions

### Décorations
Chevalier de la Légion d'honneur (décret du 23 septembre 2024)